# Српска социјалдемократска партија
Српска социјалдемократска партија (ССДП) била је прва радничка политичка партија, која је деловала у Краљевини Србији и Краљевству Срба, Хрвата и Словенаца, од августа 1903. до априла 1919. године. Основана је под називом Српска социјалдемократска странка (ССДС), а 1909. је преименована у Српску социјалдемократску партију.
У периоду деловања, у време анексионе кризе, балканских ратова и непосредно уочи Првог светског рата, проводила је антиратни програм заснован на идеји класне револуције и уједињавања народа Балкана у конфедерацију. Социјалдемократска партија Србије ушла је у европску историју као једина која је пред велики рат гласала у парламенту против ратног буџета.
Заједно са Социјалдемократском странком Босне и Херцеговина (СДС БиХ) била је априла 1919. иницијатор Конгреса уједињења на коме је дошло до уједињења југословенског социјалистичког покрета и стварања Социјалистичке радничке партије Југославије (комуниста), односно Комунистичке партије Југославије.

## Историјат
Настала је 2. августа 1903. године у хотелу „Булевар” у Београду, спајањем организација радничког покрета које су биле под утицајем социјалиста Светозара Марковића, Васе Пелагића и осталих. С временом се под водством Димитрија Туцовића изградила се као револуционарна марксистичка организација, која је била за равноправну федерацију југословенских земаља.
Први председник ССДП је био Драгиша Лапчевић. Већина предводника српске социјалистичке партије били су из Ужица: поред Драгише Лапчевића, још и Радован Драговић, Димитрије Туцовић, Душан Поповић и многи други. Као идеолошка подлога је послужио Ерфуртски програм Социјалдемократске партије Немачке. Под вођством Димитрија Туцовића партија је прихватила марксистичку оријентацију и изградила се као револуционарна организација. Активност партије била је усмерена на борбу за опште право гласа, законодавство које би штитило раднике и организовање штрајкова, који су утицали на повећање надница, скраћење радног времена и боље услове рада. ССДП је пуно уложила у образовање својих чланова, покретањем Социјалистичке библиотеке, Агитационе библиотеке, Социјалистичке књижнице и разних часописа ("Живот“, „Борба“, „Будућност“, „Једнакост"). ССДП била је нарочито јака у новинарским круговима. На међународном плану, ССДП је била чланица Друге Интернационале. Њени представници су имали велики углед у европским социјалдемократских круговима.
Министар полиције Стојан Протић је 1904. године својим полицајцима послао противуставан распис против социјалиста, којим се полицији налаже да гони, хапси, гуши раднички покрет и забрањује социјалистичке листове, након чега је уследила репресија.
У Скупштини Краљевине Србије, ССДП је имала два посланика. Партија је водила доследну антиратну политику и гласала против свих ратних кредита у време Анексионе кризе, Балканских ратова и Првог светског рата. У предвечерје балканских ратова ССДП се оштро супротстављала великосрпским плановима за ширење Србије на Албанију и Македонију. Посебно се то изразило у критици ратних циљева Србије у првом балканском рату, који су оцењени као освајачки, а не ослободилачки. Капитални значај у том погледу има књига Димитрија Туцовића Србија и Арбанија: један прилог критици завојевачке политике српске буржоазије. Српски социјалдемократи су сматрали да се балкански рат могао правдати једино сламањем отоманског феудализма и националним ослобођењем балканских народа, „али је он изневерио очекивања у односу на Албанију и Македонију“. Туцовић се уместо ширења Србије залагао за стварање велике Балканске федерације која би била „политичка и економска заједница свих народа на Балкану, на основици пуне демократије и потпуне једнакости“. Из истих разлога ССДП се разишла с аустријским социјалдемократима који су подржавали анексију Босне и Херцеговине.
Почетком марта 1909. године, тадашњи престолонаследник Ђорђе Карађорђевић је пребио на смрт свог послужитеља Стевана Колаковића. Режимска штампа је покушала да заташка злочин називајући га „тајанствено убиство“, али су српски социјалдемократи преко „Радничких новина“ започели упорну кампању, захтевајући да се злочин казни. Овај догађај је изазвао велику буру, па је Ђорђе 27. марта 1909. године био приморан да се одрекне престола у корист млађег брата Александра. У Србији се говорило да „Радничке новине“ изазваше пад престолонаследников. Овај догађај, ова афера, коју је социјална демократија открила и неустрашиво јавности изнела, успела је да код најширих маса, народа компромитује не Ђорђа, него престо, монархију уопште, и да јој више ојача расположење за републику.
Дана 22. августа 1911. године ужички социјалисти су заказали велики збор због непровођења Закона о радњама. По улицама и кафанама стајали су плакати на којима је писало: “Ако власници продуже и даље са непоштовањем Закона о радњама, ако га буду и даље газили, радничка класа ће бити једнога дана принуђена да се мотком у руци растера ту разбојничку дружину!”. Велики раднички збор је одржан на пијаци у центру, пред зградом Гимназије. У име Главне партијске управе и Главног радничког савеза, на збору је говорио Триша Кацлеровић, којег је са великим интересовањем слушала окупљена маса радника. На основу дискусије социјалдемократских посланика у Народној скупштини, Драгише 
Лапчевића и Трише Кацлеровића, може се закључити да су априлски избори 1912. године у Ужицу протекли у условима полицијског притиска, корупције и фалсификовања изборних резултата.
Српски социјалдемократи су се из принципијелних разлога противили рату, а исто су учинили када је Аустроугарска објавила рат Србији 1914. Њени посланици у скупштини су били једини, не само у Србији, него и у целој Европи, који су одбили дати глас за ратне кредите на почетку Првог светског рата. Први светски рат прекинуо је рад ССДП јер је највећи део чланства и руководства мобилисан.
После завршетка Првог светског рата, обновила је свој рад у новонасталој држави и залагала се за уједињење свих социјалдемократских странака. Године 1919, била је један од иницијатора Конгреса уједињења, на ком је дошло до спајања разних социјалдемократских странака и формирана Социјалистичка радничка партија Југославије (комуниста), касније Комунистичка партија Југославије.

## Конгреси ССДП
- Први оснивачки конгрес ССДС одржан 2. августа 1903. (20. јула по с.к) у Београду[14]
- Други конгрес ССДС одржан 11. и 12. априла 1904. (29—30. март по с.к) у Београду[15]
- Трећи конгрес ССДС одржан 18. и 19. јуна 1905. (5—6. јун по с.к) у Крагујевцу[16]
- Четврти конгрес ССДС одржан од 15. до 17. априла 1906. (2—4. април по с.к) у Београду[17]
- Пети конгрес ССДС одржан од 23. до 25. јуна 1907. (10—12. јун по с.к) у Београду[17]
- Седми конгрес ССДС одржан од 30. маја до 1. јуна 1909. (17—19. мај по с.к) у Београду[18]
- Осми конгрес ССДП одржан од 19. до 21. јуна 1910. (6—8. јун по с.к) у Београду[19]
- Девети конгрес ССДП одржан од 11. до 13. јуна 1911. (29—31. мај по с.к) у Београду[20]
- Ванредни конгрес ССДП одржан од 11. до 13. фебруара 1912. (29—31. јануар по с.к) у Београду[21]
- Десети конгрес ССДП одржан од 12. до 14. фебруара 1914. (30. јануар—1. фебруар по с.к) у Београду[22]
- Једанаести конгрес ССДП одржан од 15. до 18. априла 1919. у Београду на коме је усвојена Подлога уједињења након чега је партија 20. априла на Конгресу уједињења ушла у састав СРПЈ(к)[23]

## Изборни резултати
На првим парламентарним изборима, одржаним након оснивања странке, 21. септембра 1903. (8. септембра по с.к.) ССДС је освојила 2.627 гласова, а за народног посланика је у Крагујевцу изабран др Михаило Илић. На следећим парламентарним изборима, одржаним 23. јула 1905. (10. јула по с.к) освојила је 2.571 гласова, а за народне посланике су изабрани Драгиша Лапчевић у Београду и Милан Маринковић у Пироту.
На парламентарним изборима, одржаним 24. јуна 1906. (11. јуна по с.к) за народног посланика је изабран Драгиша Лапчевић у Крагујевцу. На парламентарним изборима, одржаним 31. маја 1908. (18. мај по с.к) за народног посланика је изабран Триша Кацлеровић у Крагујевцу. На последњим парламентарним изборима, одржаним 14. априла 1912. (1. април по с.к), ССДС је по први пут истакла кандидате у окрузима, поред градова и добила 24.787 гласова. За народне посланике тада су изабрани Драгиша Лапчевић у подрињском и Триша Кацлеровић у пожаревачком округу.

## Истакнуте личности
- Драгиша Лапчевић
- Димитрије Туцовић
- Триша Кацлеровић
- Коста Новаковић
- Радован Драговић
- Филип Филиповић
- Душан Поповић